# Dimitrovgrad (Bulgarie)
Pour les articles homonymes, voir Dimitrovgrad.
Dimitrovgrad (en bulgare : Димитровград) est une ville de l'oblast de Khaskovo, dans le sud de la Bulgarie. Sa population s'élevait à 38 217 habitants en 2011.

## Histoire
La ville a été fondée en 1947 à la suite d'une décision du gouvernement communiste de l'époque par des brigades spéciales et baptisée du nom du dirigeant communiste Georgi Dimitrov (1882-1949). La date officielle de la création de la ville est le 2 septembre 1947, mais sa construction et son expansion se poursuivirent de manière intensive pendant plusieurs années. Trois villages (Rakovski, Mariino et Tchernokonivo) qui existaient à son emplacement furent réunis pour former Dimitrovgrad. L'objectif de cette ville nouvelle était la création d'un nouveau centre industriel moderne en même temps qu'une vitrine du régime communiste.
En 1992, le monument de Georgi Dimitrov, l'homme politique dont la ville porte le nom, fut enlevé par les nouvelles autorités. Mais cette décision s'avéra très impopulaire et en 2012, le conseil municipal de Dimitrovgrad prit la décision de remettre en place la statue de Dimitrov. Cependant, à ce jour, la statue n'est toujours pas redressée. Elle demeure toujours à même le sol, cachée derrière un bâtiment d'une jardinerie placée dans le principal parc de la ville.

## Économie
La principale entreprise industrielle de Dimitrovgrad est une cimenterie de la société Vulkan Cement, filiale depuis 1999 du groupe italien Italcementi.

## Personnalités
- Khristo Markov (1965-), champion olympique et du monde de triple-saut.

## Jumelages
La ville de Dimitrovgrad est jumelée avec :
- Eisenhüttenstadt (Allemagne) depuis 1970
- Dimitrovgrad (Russie) depuis 1972
- Grosseto (Italie) depuis 1962
- Kalamariá (Grèce) depuis 1990
- Kazincbarcika (Hongrie) depuis 1964
- Darkhan (Mongolie) depuis 1981
- Blida (Algérie) depuis 1978
- Nowa Huta (Pologne) depuis 1954
- District de Jiaojiang (Chine) depuis 1996

Elle entretient également des liens d'amitié avec :
- Ferés (Grèce)
- Keşan (Turquie)
- Dimitrovgrad (Serbie)

## Bibliographie

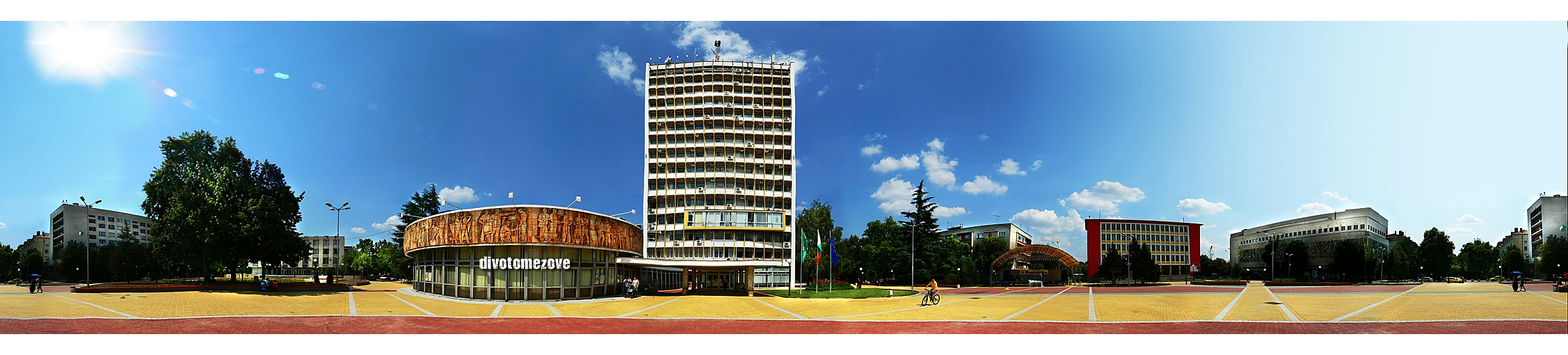
Dimitrovgrad, Bulgarie